# Anja Edin
Anja Edin (n. 5 februarie 1983, în Porsgrunn) este o jucătoare profesionistă de handbal din Norvegia. Actualmente, ea evoluează pentru clubul Larvik HK și a fost componentă a echipei naționale de handbal feminin a Norvegiei până în 2010.
Edin și-a făcut debutul în naționala norvegiană pe 5 aprilie 2006 și a jucat 16 meciuri în care a înscris 39 goluri, până la începutul Campionatului Mondial din 2009. Până la ultima ei convocare la echipa națională, Edin a jucat 60 de meciuri în care a înscris 30 de goluri.

## Viața privată
În viața particulară, Anja Edin este partenera faimoasei handbaliste norvegiene Gro Hammerseng.

## Palmares
Echipa națională
- Campionatul mondial:
  - Medalie de bronz: 2009